# Limba greacă
Greaca (Ελληνικά, citit simplificat /elini'ka/) este o limbă indo-europeană, vorbită în Grecia începând cel puțin cu secolul XVII î.Hr.. Încă din primele timpuri de când s-au păstrat documente scrise, adică începând cu epopeele lui Homer, limba greacă apare împărțită în mai multe dialecte. Iliada și Odiseea, deși sunt alcătuite în dialectul ionic, conțin numeroase elemente eolice. La origine a existat o mare varietate de dialecte, sistematizate azi în patru grupuri : arcado-cipriot, occidental, eolic și ionian-atic. Alfabetul grec a stat la baza celui latin, chirilic, armean și a multor alte sisteme de scriere.

## Dialectele
Varietatea dialectelor grecești se poate urmări în timp și spațiu cel mai bine cu ajutorul inscripțiilor, care s-au păstrat într-un număr foarte mare. Dintre aceste însă numai câteva au ajuns sa fie întrebuințate și în literatură. Aceste sunt dialectul ionic, atic, doric și eolic.

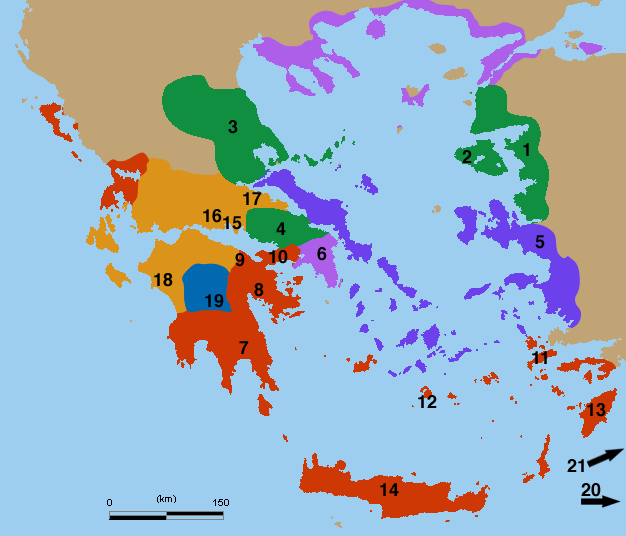
Dialectele limbii grecești vechi
1 - 4: eolic
5: ionic și 6: atic
7 - 14: doric
15 a 18: nord-occidental
19 - 21: arcado-chipriot

Dialectul ionic este vorbit în Ionia, în Ciclade, pe insula Eubea și în coloniile ionice.
În acest dialect sunt scrise epopeile homerice, poemele lui Hesiod, operele poetice ale acelora care i-au imitat, poezia elegiacă și cea iambică, opera istorică a lui Herodot și scrierile despre medicină ale lui Hippocrate.
Strâns înrudit cu dialectul ionic este dialectul atic, ai cărui scriitori principali sunt tragicii Eschil, Sofocle și Euripide, comicul Aristofan, istoricii Tucidide și Xenophon,filosoful Platon, oratorii Lysias, Demostene și Eschine. Datorită supremației politice a Atenei și a superiorității literaturii atice, dialectul atic devine cel mai însemnat al limbii grecești.
Dialectul doric se vorbea de dorienii din Peloponez, în Creta si Macedonia , în insulele dorice ale Mării Egee, precum și în coloniile doriene ale Siciliei și Italiei de Sud. În dialectul doric sunt scrise odele lui Pindar și ale lui Bacchylide și idilele lui Teocrit. Corurile din tragedia atică conțin de asemenea elemente dorice.
Dialectul eolic este întrebuințat de Eolienii din Eolida(în Asia Mică, la nord de Ionia), în Tesalia și în Beoția. În acest dialect și-au scris celebrele lor ode Alceu și poeta Sappho.
Aceste dialecte au dispărut treptat în diferite epoci, în schimb dialectul atic s-a răspîndit încă.
din secolul al V-lea î.Hr. cu mult peste granițele sale, fiind întrebuințat de toți grecii culți. În urma cuceririlor lui Alexandru cel Mare, limba atică devine limba universală a Orientului, din care cauză fu numită koine, adică limba comună a lumii helenice.
Primul document păstrat în greacă folosea silabarul linear B pentru a nota vechiul dialect arhaic sau micenian. Scrierea lineară B nu a putut fi descifrată până în 1953. După căderea civilizației miceniene a existat o perioadă tulbure de aproximativ cinci sute de ani (times of troubles după interpretarea lui Arnold Toynbee), numită Marea Migrație Miceniană. În timpul acesteia ori nu s-a folosit scrierea (puțin probabil), ori nu a rămas nimic scris până în zilele noastre drept dovadă a scrierilor grecești pre-homerice. De la începuturile perioadei clasice, greaca a fost scrisă în alfabetul grec, despre care se spunea că ar fi derivat din cel fenician. Trecerea la acest alfabet ar fi avut loc în timpul lui Homer. Cum nu există nici o referință, cât de ambiguă în poezia lui Homer care să sugereze că el ar fi știut de această metodă de scriere și cum scrierile vechi europene le preced pe cele aramaice, fiind răspândite inclusiv în Anatolia, este de presupus ipoteza contrară, mult mai plauzibilă: paradigma alfabetului grecesc, despre care se credea că ar fi derivat din cel fenician a fost efectiv inversată prin studii mai serioase. Fenicienii fiind la origine navigatori proto-ionieni, stabiliți în cetăți-stat sau doar "capete de pod" comerciale în Palestina, Liban și apusul Siriei, au adus cu ei alfabetul grec, din care a derivat cel fenician. Mai mult, teoria lui Jean Faucounau, cel ce a descifrat scrierea hieroglifică a discului din Phaistos, împinge cronologia înaltă a proto-ionienilor până spre Cicladicul Vechi, Troia II, Troia I și în orice caz cu mult înainte de thalassocrația minoică. Se pune astfel problema raportului dintre alfabetele vechi europene, scrierile fonetice în general și contribuția limbilor indo-europene (mai ales proto-hitite, din faza pre-anatoliană) la etimologiile pre-grecești din limba greacă (după indo-europeniștii Frisk și Beekes).
Atica (dialect al grupului ionian-atic), limbă vorbită la Atena, constituie limba în care s-a scris cea mai mare parte a literaturii grecești clasice. Sub Alexandru cel Mare utilizarea dialectelor grecești a fost restrânsă, în așa fel ca lumea greacă să folosească koina, limbă comună rezultată din mai multe dialecte ale grupului ionian-atic. Astfel, el a putut comunica cu armata sa heteroclită, iar limba a fost învățată de locuitorii regiunilor cucerite, devenind o așa-numită lingua franca din Antichitate. Limba greacă a fost în concurență cu latina. Koina, devenită limbă oficială a imperiului roman de răsărit, continuând să evolueze pentru a da naștere limbii grecești moderne de astăzi a fost extrem de răspândită.
Faptul că Vechiul Testament a fost tradus în versiunea Septuagintei iar Noul Testament a fost redactat în limba greacă, a făcut din aceasta o limbă de cult, dar și de cultură pan-europeană.
Greaca, ca și multe alte limbi indo-europene, este o limbă flexionară neaglutinantă și ne-ergativă. De exemplu, substantivele au cinci cazuri, trei genuri și trei numere, verbele au trei voci, trei persoane și trei numere ca și multe alte forme.
Mai jos se află declinarea articolului hotărât în greaca veche:
|           | Singular | Singular | Singular | Plural | Plural | Plural |
|           | Masc.    | Fem.     | Neutru   | Masc.  | Fem.   | Neutru |
| nominativ | ho       | hê       | to       | hoi    | hai    | ta     |
| genitiv   | tou      | tês      | tou      | tôn    | tôn    | tôn    |
| dativ     | tô       | tê       | tô       | tois   | tais   | tois   |
| acuzativ  | ton      | tên      | to       | tous   | tas    | ta     |

Greaca modernă nu are cazul dativ, cu excepția unor expresii precum en taxei. Restul formelor sunt puțin schimbate față de greaca veche:
|           | Singular | Singular | Singular | Plural | Plural | Plural |
|           | Masc.    | Fem.     | Neutru   | Masc.  | Fem.   | Neutru |
| nominativ | o        | ê        | to       | oi     | oi     | ta     |
| genitiv   | tou      | tês      | tou      | tôn    | tôn    | tôn    |
| acuzativ  | ton      | tên      | to       | tous   | tis    | ta     |

Un mare număr de cuvinte din latină, română, franceză și engleză sunt de origine greacă. Transliterarea în ASCII a alfabetului grecesc se face prin codul beta care folosește numai șapte biți dar redă corect toate subtilitățile accentelor, spiritelor și combinaților pre-formate ale acestora.